# The Uncanny X-Men (videojuego)
The Uncanny X-Men, a veces denominado Marvel's X-Men, es un videojuego de acción lanzado por LJN para la NES en 1989. Es un juego con licencia basado en la serie de cómics de X-Men de mismo nombre de Marvel Comics. La alineación de personajes en el juego es muy similar a los que aparecen en el piloto animado de 1989 X-Men: Pryde of the X-Men.
The Uncanny X-Men es el único título de LJN que fue desarrollado por un desarrollador externo no revelado. Se ha especulado que fue desarrollado por estudios japoneses Bothtec o posiblemente Pixel. Sin embargo, nunca se ha confirmado oficialmente. También es el penúltimo juego que se lanzará bajo el sello Enteractive Video Games y el último en ser lanzado antes de que LJN fuera vendido a Acclaim Entertainment.

## Jugabilidad
El objetivo es usar varios personajes de X-Men, cada uno con poderes especiales, para completar una serie de misiones. Los poderes de cada personaje son útiles en misiones particulares. El juego permite uno o dos jugadores.  Si se selecciona el modo de 1 jugador, un aliado de IA se unirá al jugador. Los personajes jugables disponibles son Wolverine, Cyclops, Storm, Colossus , Nightcrawler y Iceman.  Hay cinco jefes en orden de aparición: Boomerang, Sabretooth, Juggernaut, Emma Frost y Magneto. Algunos personajes tienen características que se destacan. Wolverine, Nightcrawler y Colossus luchan en combate cuerpo a cuerpo mientras Cyclops, Storm, y Iceman disparan proyectiles. Nightcrawler puede atravesar paredes (para simular teletransportarse). Colossus no puede saltar como los otros personajes. Si el jugador se aferra a B, puede hacer volar a Storm.
Cada personaje tiene un ataque ilimitado (ya sea un puñetazo o algún tipo de proyectil) y un movimiento especial que usa su energía y mataría al personaje si se agotara demasiado. El juego requería que los jugadores lucharan hasta llegar al jefe en cada etapa, a veces requiriendo la recolección de elementos como llaves. Después de que el jefe es derrotado, los héroes tienen que luchar rápidamente para regresar al comienzo del nivel antes de que estalle una bomba. Hay cinco misiones: "Práctica", "Lucha callejera de la ciudad futura", "Buscar y destruir la fábrica de robots", "Confrontación subterránea" y "Batalla a través de una nave estelar viviente".
Se puede acceder a una sexta misión en la que el jugador lucha contra Magneto después de que se hayan completado los primeros cinco niveles; para acceder al nivel, el jugador debe presionar Select, B, arriba en el pad de control y Start simultáneamente en la pantalla de selección de nivel del juego. Esta combinación de botones está impresa en la etiqueta del cartucho, pero no en su totalidad. Esto se debe a que los creadores originalmente pensaban que partes del texto que se mostraban al final de cada nivel proporcionaran al jugador la parte que faltaba del código, así como también le indicaban que combinara la información revelada con la etiqueta del cartucho para descubrir el código completo.

## Recepción
Seanbaby incluyó a  X-Men  como el número 3 en sus peores juegos de NES de todos los tiempos, criticando la descripción inexacta de los personajes, los personajes mismos y la pobre IA del compañero. Skyler Miller en Allgame le dio al juego una estrella de cinco, calificándolo de "un juego extraño y ridículamente malo" e incluso llegó a llamarlo "uno de los peores juegos jamás producidos".